# 恆河豚鹿
恆河豚鹿（Axis porcinus annamiticus）是分佈在柬埔寨、老撾、中國及越南的鹿。牠們在泰國已經被清除。